# Port de Kuressaare
Le port de Kuressaare (estonien : Kuressaare sadam, code EE KUR) est un port à Kuressaare en Estonie.

## Présentation
Le territoire du port couvre 13 691 m2 de terre et 59 032 m2 d'eau.
Le port dispose de 7 quais d'une longueur totale de 328,5 m.
La plus grande profondeur à quai est de 3,2 m.
Le plus grand navire possible : longueur 20 m, largeur 4 m, tirant d'eau 2,3 m.

## Histoire
Le bâtiment portuaire du Kuressaare Yacht Club qui réunissait les propriétaires de yachts des germano-baltes à Saaremaa, a été construit en 1909 sur le quai du port de plaisance d'Ooste.
Le bâtiment du port a été détruit en 1944.
En 1991, le conseil municipal de Kuressaare a décidé de construire une marina à l'ancien emplacement du Kuressaare Yacht Club.
Un nouveau trajet a été trouvé pour le chenal le long de la côte de Romeassaare, le dragage a commencé en 1994. En 1995, le fonds Phare a alloué une subvention qui a été utilisée pour construire des jetées et des quais, et pour restaurer la zone de baignade pour enfants dans la crique d'Ujula.
La marina dispose de 3 postes d'amarrage pour une demi-centaine de yachts, d'une station-service et d'un bâtiment utilitaire avec sauna et bar. Le port a été ouvert le 6 août 1999, le chenal a été encore approfondi en 2001.

## Galerie

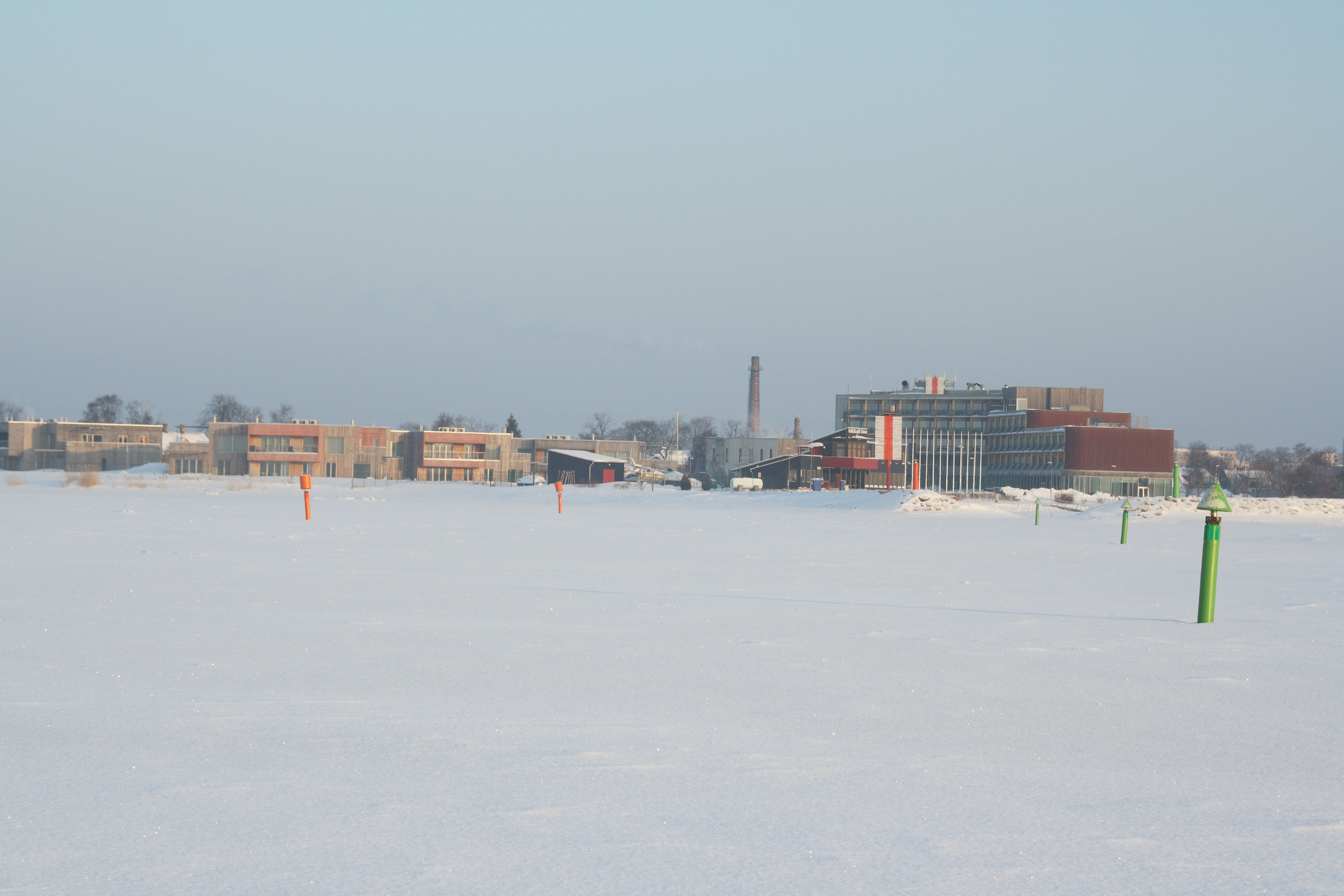
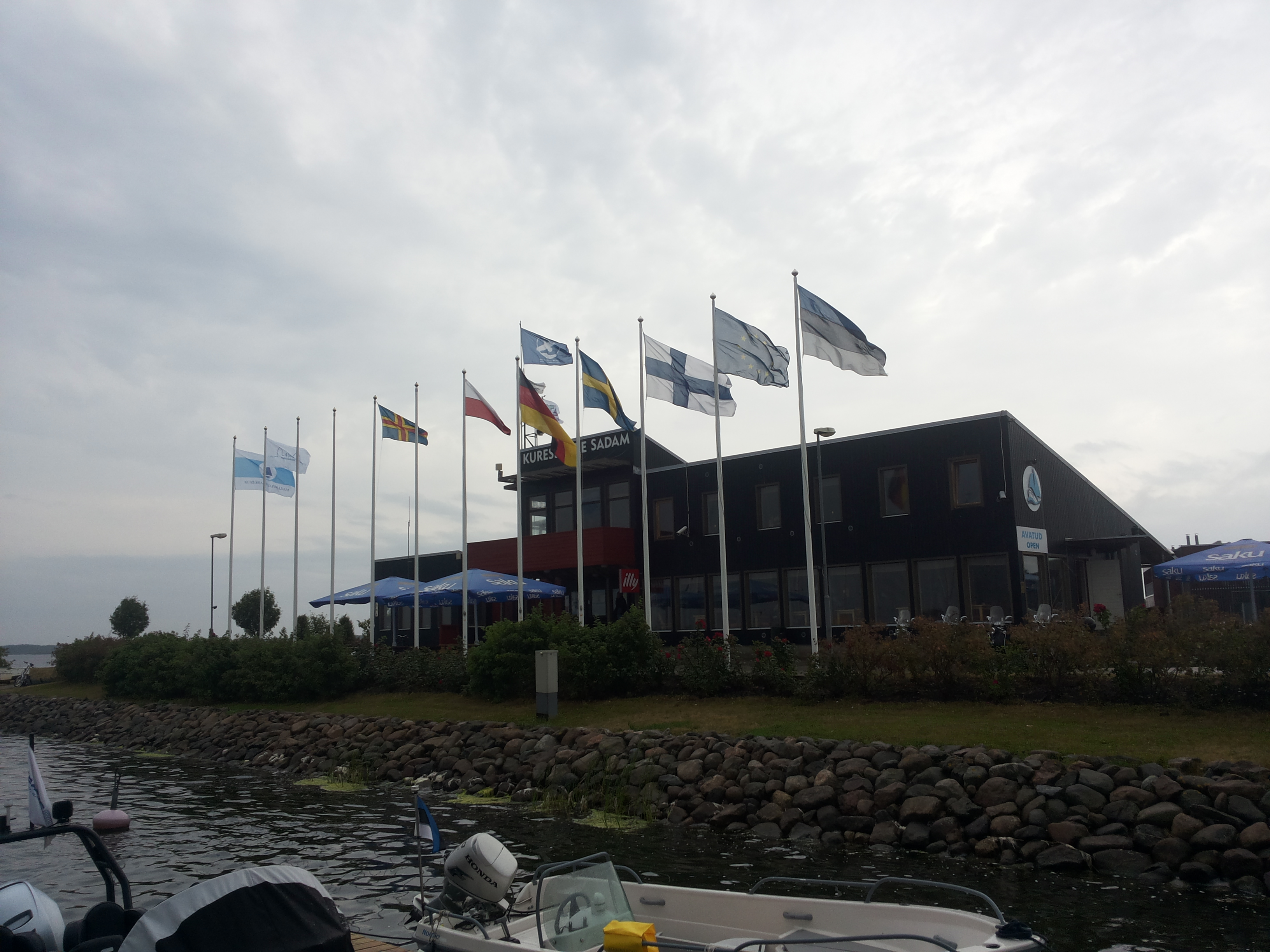